# Jan Hájek (herec)
Jan Hájek (* 15. září 1978 Moravská Třebová) je český herec.

## Život
Jan Hájek hrál divadlo již na gymnáziu v Moravské Třebové. Po setkání s režisérem Sergejem Fedotovem na festivalu Jiráskův Hronov se přihlásil na JAMU. Během studia hrál v brněnském divadle Polárka. Studium však nedokončil a v roce 2002 získal angažmá v Národním divadle moravskoslezském v Ostravě.
Od roku 2006 působí v Praze, nejprve jako člen činohry Národního divadla a od roku 2011 jako člen Činoherního klubu.
V roce 2007 získal Cenu Thálie pro mladého činoherce do 33 let.
V roce 2014 přijal nabídku na svou první větší filmovou roli a zahrál si postavu Tomáše v celovečerním filmu Kobry a užovky (premiéra v únoru 2015), tedy ve filmu roku 2015, oceněném šesti Českými lvy. Účinkoval v televizním seriálu Bohéma režiséra Roberta Sedláčka a ve druhé sérii úspěšného seriálu režiséra Jiřího Stracha - Labyrint, kde hraje nového parťáka Jiřího Langmajera. V roce 2018 začal hrát v seriálu Ordinace v růžové zahradě. V roce 2019 načetl audioknihu Plavec (vydala Audiotéka).

## Divadlo

### Divadlo Polárka (2000-2002)
- Macbeth (Duncan)
- Let přes oceán (Lindberg)
- Klub sebevrahů (Malthus)
- Archandělé nehrají biliard (Pan Dlouhý)

### NDM v Ostravě (2002-dosud)
- Motýl na anténě (Jeník)
- Hamlet(Hamlet)
- Caligula (Helikon)
- Elling a Kjell aneb Chvála bláznovství (Elling)
- Malý ďábel (Pavluška)
- Hadrián z Římsů (Hadrián)
- Žebrácká opera (Mackie Messer)
- Královna Margot (Karel IX.)
- Mein Kampf (Šlomo Herzl)
- Pán polštářů (Katurian)
- Sladký život (Marcell)
- Zločin a trest (Raskolnikov)

### Národní divadlo (2006-2011)
- Mimořádné události
- Sluha dvou pánů (Florindo Aretusi)
- Rock’n’Roll (Pištec, Stephen)
- Spaseni (Lean)
- Otec/Doma (Antonín, Jan)
- Revizor (Petr Ivanovič Bobčinskij)
- Babička (Mlynář)
- Don Juan (Petřík)
- Dva vznešení příbuzní (Palamon)
- Kupec benátský (Bassanio)
- Zkrocení zlé ženy (Tranio)

## Filmografie (výběr)

### Film
- 2015 Kobry a užovky, role: Tomáš
- 2015 Padesátka, role: horal
- 2016 Anthropoid, role: Břetislav Bauman
- 2019 Maturant (studentský film), role: otec
- 2023 Manželé Stodolovi (film), role: Jaroslav Stodola

### Televize
- 2003 Strážce duší, role: Kamil
- 2009 Rytmus v patách, role: tlumočník
- 2012 Kriminálka Anděl, role: Kamil Synek
- 2013 Nevinné lži, role: Milan Frázl
- 2013 České století, role: první muž
- 2015 Vraždy v kruhu, role: Tomáš Ogar
- 2017 Labyrint II, role: kapitán Richard Franěk
- 2017 Bohéma, role: Wilhelm Söhnel
- 2018 Balada o pilotovi, role: major Reicin
- 2018–2019 Ordinace v růžové zahradě 2, role: MUDr. Jan Sekora
- 2019 Černé vdovy, role: Josef Kašpar, zvaný Sagi
- 2019 Živé terče, role: Přemysl Šotek
- 2019 Sever, role: Milan Smrček
- 2021 Božena, role: Josef Němec

### Rozhlas
- 2011 Rainer Maria Rilke: Zápisky Malta Lauridse Brigga– 8 dílná četba z přelkladu Jana Zahradníčka připravila: Eva Lenartová, četl Jan Hájek, režie: Tomáš Jirman.